# Detective Kerry
Allison Kerry es una detective excompañera y amiga de Eric Matthews y del Sargento Rigg. Es la más experta en los casos de Jigsaw.
Al principio su personaje tiene un papel menor en la película original, pero su papel se extendió en las continuaciones hasta su muerte en la Saw III y el descubrimiento de su cuerpo en la Saw IV.

## Perfil

### Saw
Kerry aparecía primero en Saw como compañera de los detectives David Tapp y Steven Sing. Ella estaba presente en la escena del crimen de Paul Stallberg, que murió enredado en los alambres de una trampa que creó Jigsaw. Kerry también estuvo presente en la escena de la trampa de Mark Rodríguez. En dicho lugar, Kerry encontró un agujero en la pared que demostraba que alguien observaba el juego en otra habitación y también encontró un bolígrafo que al analizar las huellas digitales, comprobó que pertenecía a Lawrence Gordon, el cual luego fue interrogado por dicho motivo.

### Saw II
Kerry era una detective que trabajaba con Eric. Ella lo había involucrado una vez en un caso y por su culpa la familia de Matthews había tenido un problema. Kerry era una de las detectives asignadas al caso de Jigsaw en Saw II. Mientras investiga a un soplón llamado Michael, que murió en una trampa de Jigsaw. Ella llamó al detective Matthews para que reconozca el cadáver y para que lea un mensaje que estaba escrito en la pared del cuarto en el que murió Michael. Después se dirigen con el detective Matthews a la fábrica en la que trabajaba Jigsaw, dispuestos a arrestarlos. Allí encuentran unos monitores que demostraban que el hijo de Eric estaba en una casa abandonada con otras siete víctimas.
Mirando los monitores, Kerry y Rigg, otro oficial, intentan hallar la señal de la casa, mientras convencían a Eric de que hable con Jigsaw, pues eso era lo que debía hacer el detective. Cuando encontraron la señal, se dieron cuenta de que todo ese juego no era en vivo. Luego descubre a Daniel Matthews, el hijo de Eric, dentro de una caja fuerte en la “oficina” de Jigsaw, pero no le puede decir a Eric porque ya se había ido con Jigsaw a encontrar a su hijo. En Saw II se demuestra que Kerry es la experta en Jigsaw, ya que había estudiado el caso anteriormente, y es quien indica a Eric qué es lo que debe hacer.

### Saw III
Kerry se mostró en Saw III sintiéndose culpable y responsable de lo sucedido a Eric en los eventos de Saw II. En la escena de la muerte de Troy, revela su teoría a Rigg y Hoffman en la que cree que Jigsaw no era responsable de la trampa que mató a Troy, debido a que no había escape posible. En todas las trampas anteriores de Jigsaw las víctimas tenían una posibilidad de sobrevivirlas, aun a costa de grandes sacrificios. 
Mientras miraba el video de la víctima, descubre una cámara escondida en el armario de su casa. Cuando va a abrir la puerta del armario, es secuestrada por Hoffman.
Kerry despertó enganchada a unas cadenas que sostenían un arnés en su torso (la cual fue llamada la trampa del ángel). Frente de ella había un tarro con ácido y una llave dentro de él. Dicha llave se estaba disolviendo y luego se enciende la televisión diciéndole que solo tiene un minuto para escapar y que la llave se disolverá por completo en poco tiempo y no podrá salir de allí, a menos que meta la mano y la obtenga. Kerry mete la mano en el tarro, pero no lo logra hace otro intento y esta vez tiene éxito pero sufriendo graves quemaduras. Luego utiliza la llave para abrir el candado del arnés, pero este no cede ya que el arnés era imposible de abrir. En ese momento, aparece Amanda, revelándose como la culpable. Como la trampa de Troy, ésta no tenía escape, ya que era uno de los juegos de la aprendiz de Jigsaw. El arnés abre la caja torácica de Kerry, matándola instantáneamente.

### Saw IV
En Saw IV, Kerry solo aparece como cadáver y en algunos flashbacks. En esta parte de la saga se revela que ella le habría dejado un mensaje al Agente Strahm y a la Agente Pérez antes de morir, indicando que la vida de su amigo Rigg estaría en peligro (al igual que la vida de Hoffman).

## Apariciones
- Saw
- Saw II
- Saw III
- Saw IV (Cadáver y flashback)
- Saw V (en foto)

## Actriz
Dina Meyer es la encargada de interpretar a la detective Kerry, participa en la primera, segunda, tercera y cuarta secuelas de la película.

## Doblaje
Concha García Valero y Mercedes Montalá doblan a Kerry durante toda la saga.
- Datos: Q5804598